# Bóng bàn tại Đại hội Thể thao châu Á 2014
Bóng bàn tại Đại hội Thể thao châu Á 2014 được tổ chức ở Suwon, Hàn Quốc từ 27 tháng 9 – 4 tháng 10 năm 2014. Nội dung 2 đội và nội dung 5 cá nhân được tổ chức tại Nhà thi đấu Suwon sau khi vòng loại bóng ném nữ kết thúc vào 25 tháng 9.

## Lịch thi đấu
| P | Vòng loại | ¼ | Tứ kết | ½ | Bán kết | F | Chung kết |

| Nội dung↓/Ngày→ | Sat 27 | 28 Chủ nhật | 28 Chủ nhật | 29 Thứ 2 | 30 Thứ 3 | 1 Thứ 4 | 2 Thứ 5 | 2 Thứ 5 | 3 Thứ 6 | 3 Thứ 6 | 4 Thứ 7 | 4 Thứ 7 |
| --------------- | ------ | ----------- | ----------- | -------- | -------- | ------- | ------- | ------- | ------- | ------- | ------- | ------- |
| Đơn nam         |        |             |             | P        |          | P       | P       | ¼       |         |         | ½       | F       |
| Đôi nam         |        |             |             | P        | P        |         | ¼       | ¼       | ½       | F       |         |         |
| Đội nam         | P      | P           | ¼           | ½        | F        |         |         |         |         |         |         |         |
| Đơn nữ          |        |             |             | P        |          |         | P       | ¼       |         |         | ½       | F       |
| Đôi nữ          |        |             |             | P        |          | P       | ¼       | ¼       | ½       | F       |         |         |
| Đội nữ          | P      | P           | ¼           | ½        | F        |         |         |         |         |         |         |         |
| Đôi hỗn hợp     |        |             |             | P        | P        | ¼       | ½       | ½       | F       | F       |         |         |

## Huy chương
| Nội dung    | Vàng                                                                         | Bạc                                                                                     | Đồng |
| ----------- | ---------------------------------------------------------------------------- | --------------------------------------------------------------------------------------- | --- |
| Đơn nam     | Từ Tân · Trung Quốc                                                          | Phạm Chấn Đông · Trung Quốc                                                             | Joo Se-Hyuk · Hàn Quốc                                                                                     |
| Đơn nam     | Từ Tân · Trung Quốc                                                          | Phạm Chấn Đông · Trung Quốc                                                             | Chuang Chih-yuan · Đài Bắc Trung Hoa                                                                       |
| Đôi nam     | Trung Quốc · Mã Long · Trương Kế Khoa                                        | Trung Quốc · Từ Tân · Phạm Chấn Đông                                                    | Nhật Bản · Niwa Koki · Matsudaira Kenta                                                                    |
| Đôi nam     | Trung Quốc · Mã Long · Trương Kế Khoa                                        | Trung Quốc · Từ Tân · Phạm Chấn Đông                                                    | Singapore · Cao Ninh · Lý Hồ                                                                               |
| Đội nam     | Trung Quốc · Phạm Chấn Đông · Mã Long · Từ Tân · Trương Kế Khoa · Châu Vũ    | Hàn Quốc · Jeong Sang-Eun · Joo Se-Hyuk · Kim Dong-Hyun · Kim Min-Seok · Lee Jung-Woo   | Nhật Bản · Kishikawa Seiya · Matsudaira Kenta · Mizutani Jun · Muramatsu Yuto · Niwa Koki                  |
| Đội nam     | Trung Quốc · Phạm Chấn Đông · Mã Long · Từ Tân · Trương Kế Khoa · Châu Vũ    | Hàn Quốc · Jeong Sang-Eun · Joo Se-Hyuk · Kim Dong-Hyun · Kim Min-Seok · Lee Jung-Woo   | Đài Bắc Trung Hoa · Chen Chien-an · Chiang Hung-chieh · Chuang Chih-yuan · Huang Sheng-sheng · Wu Chih-chi |
| Đơn nữ      | Lưu Thạch Văn · Trung Quốc                                                   | Chu Vũ Linh · Trung Quốc                                                                | Yang Ha-Eun · Hàn Quốc                                                                                     |
| Đơn nữ      | Lưu Thạch Văn · Trung Quốc                                                   | Chu Vũ Linh · Trung Quốc                                                                | Phòng Thiên Vĩ · Singapore                                                                                 |
| Đôi nữ      | Trung Quốc · Chu Vũ Linh · Trần Mạnh                                         | Trung Quốc · Lưu Thạch Văn · Ngô Dương                                                  | Hồng Kông · Lee Ho Ching · Ng Wing Nam                                                                     |
| Đôi nữ      | Trung Quốc · Chu Vũ Linh · Trần Mạnh                                         | Trung Quốc · Lưu Thạch Văn · Ngô Dương                                                  | CHDCND Triều Tiên · Kim Jong · Kim Hye-Song                                                                |
| Đội nữ      | Trung Quốc · Trần Mạnh · Đinh Ninh · Lưu Thạch Văn · Ngô Dương · Chu Vũ Linh | Nhật Bản · Fukuhara Ai · Hirano Miu · Hirano Sayaka · Ishikawa Kasumi · Wakamiya Misako | CHDCND Triều Tiên · Kim Hye-Ssong · Kim Jong · Kim Song-I · Ri Mi-Gyong · Ri Myong-Sun                     |
| Đội nữ      | Trung Quốc · Trần Mạnh · Đinh Ninh · Lưu Thạch Văn · Ngô Dương · Chu Vũ Linh | Nhật Bản · Fukuhara Ai · Hirano Miu · Hirano Sayaka · Ishikawa Kasumi · Wakamiya Misako | Singapore · Phòng Thiên Vĩ · Li Si Yun Isabelle · Lâm Diệp · Vũ Mạnh Vũ · Châu Nghị Hàn                    |
| Đôi hỗn hợp | CHDCND Triều Tiên · Kim Hyok-Bong · Kim Jong                                 | Hồng Kông · Tưởng Thiên Nghị · Lee Ho Ching                                             | Nhật Bản · Fukuhara Ai · Kishikawa Seiya                                                                   |
| Đôi hỗn hợp | CHDCND Triều Tiên · Kim Hyok-Bong · Kim Jong                                 | Hồng Kông · Tưởng Thiên Nghị · Lee Ho Ching                                             | Hàn Quốc · Jeon Ji-Hee · Kim Min-Seok                                                                      |

## Bảng huy chương
| 1    | Trung Quốc (CHN)        | 6 | 4 | 0  | 10 |
| 2    | CHDCND Triều Tiên (PRK) | 1 | 0 | 2  | 3  |
| 3    | Nhật Bản (JPN)          | 0 | 1 | 3  | 4  |
| 3    | Hàn Quốc (KOR)          | 0 | 1 | 3  | 4  |
| 5    | Hồng Kông (HKG)         | 0 | 1 | 1  | 2  |
| 6    | Singapore (SIN)         | 0 | 0 | 3  | 3  |
| 7    | Đài Bắc Trung Hoa (TPE) | 0 | 0 | 2  | 2  |
| Tổng | Tổng                    | 7 | 7 | 14 | 28 |

## Quốc gia tham dự
Tổng 169 vận động viên, 89 nam và 80 nữ, từ 25 quốc gia tham dự nội dung bóng bàn tại Đại hội Thể thao châu Á 2014:
| - Bahrain (2) - Trung Quốc (10) - Hồng Kông (10) - Ấn Độ (10) - Iran (3) - Nhật Bản (10) - Kazakhstan (2) - Hàn Quốc (10) - Ả Rập Xê Út (5) | - Kuwait (8) - Lào (6) - Liban (2) - Ma Cao (8) - Malaysia (3) - Maldives (8) - Mông Cổ (8) - Nepal (10) | - Pakistan (6) - Palestine (2) - CHDCND Triều Tiên (10) - Qatar (8) - Singapore (10) - Thái Lan (4) - Đài Bắc Trung Hoa (10) - Yemen (4) |

## Liên kết
- incheon2014ag.org Lưu trữ ngày 22 tháng 9 năm 2014 tại Wayback Machine